# Fehérvár AV19
Le Fehérvár AV19 est un club de hockey sur glace professionnel hongrois localisé à Székesfehérvár.

## Historique

Ancien Logo.

Champion en titre depuis 6 ans, Alba Volán se joint pour la saison 2007-2008 à l'ICEHL.

## Joueurs
| No    | Nom               | Nat. | Position  | Arrivée                            |
| ----- | ----------------- | ---- | --------- | ---------------------------------- |
| +030, | Olivier Roy       |      | Gardien   | 2022 - Augsburger Panther          |
| +035, | Dominik Horváth   |      | Gardien   | Formé au club                      |
| +005, | Bence Stipsicz    |      | Défenseur | 2017 - RoughRiders de Cedar Rapids |
| +017, | Roland Kiss       |      | Défenseur | 2023 - DVTK Jegesmedvék            |
| +018, | Markus Phillips   |      | Défenseur | 2023 - Ässät                       |
| +020, | Gleason Fournier  |      | Défenseur | 2021 - HC Bolzano                  |
| +022, | Joshua Atkinson   |      | Défenseur | 2023 - Bietigheim Steelers         |
| +031, | Henrik Nilsson    |      | Défenseur | 2020 - IK Oskarshamn               |
| +051, | Tim Campbell      |      | Défenseur | 2019 - HC Bolzano                  |
| +053, | Roland Vokla      |      | Défenseur | 2023 - DEAC                        |
| +010, | István Bartalis   |      | Attaquant | 2020 - HC Vita Hästen              |
| +013, | Kristof Németh    |      | Attaquant | Formé au club                      |
| +016, | János Hári        |      | Attaquant | 2020 - Pelicans Lahti              |
| +023, | Tim MacGauley     |      | Attaquant | 2023 - Kassel Huskies              |
| +026, | Daniel Leavens    |      | Attaquant | 2023 - HC TWK Innsbruck            |
| +029, | Pascal Laberge    |      | Attaquant | 2023 - Mavericks de Kansas City    |
| +034, | István Terbócs    |      | Attaquant | 2021 - MAC Újbuda                  |
| +045, | Guillaume Leclerc |      | Attaquant | 2022 - Östersunds IK               |
| +047, | Csongor Ambrus    |      | Attaquant | Formé au club                      |
| +077, | Nátán Vertes      |      | Attaquant | 2022 - Nanooks d'Alaska-Fairbanks  |
| +082, | Bálint Magosi     |      | Attaquant | 2021 - DVTK Jegesmedvék            |
| +087, | Gergő Ambrus      |      | Attaquant | Formé au club                      |
| +092, | Anže Kuralt       |      | Attaquant | 2018 - Gothiques d'Amiens          |
| +093, | Akos Mihaly       |      | Attaquant | Formé au club                      |

## Saisons en Autriche
Note : PJ : parties jouées, V : victoires, VP : victoires en prolongation ou en fusillade, D : défaites, N : matchs nuls, DP : défaite en prolongation, DP : défaite en prolongation ou en fusillade, Pts : Points, BP : buts pour, BC : buts contre.
| Saison    | PJ | V  | VP | N  | DP | D   | BP  | BC  | Pts | Classement                        | Séries éliminatoires                    |
| --------- | -- | -- | -- | -- | -- | --- | --- | --- | --- | --------------------------------- | --------------------------------------- |
| 2017-2018 | 44 | 12 | 6  | 22 | 4  | 100 | 145 | -45 | 52  | 10e/12 place de la première phase | 3e/6 place de la poule de qualification |
| 2016-2017 | 44 |    |    |    |    |     |     |     | 53  | 11e/12 place de la première phase | 6e/6 place de la poule de qualification |
| 2015-2016 | 44 |    |    |    |    |     |     |     | 58  | 9e/12 place de la première phase  | 4e/6 place de la poule de qualification |
| 2014-2015 | 44 |    |    |    |    |     |     |     | 51  | 6e/12 place de la première phase  | Quart de finaliste                      |
| 2013-2014 | 44 |    |    |    |    |     |     |     | 43  | 10e/12 place de la première phase | Quart de finaliste                      |
| 2012-2013 | 44 |    |    |    |    |     |     |     | 45  | 9e/12 place de la première phase  | 5e/6 place de la poule de qualification |
| 2011-2012 | 40 |    |    |    |    |     |     |     | 44  | 6e/11 place de la première phase  | Quart de finaliste                      |
| 2010-2011 | 54 |    |    |    |    |     |     |     | 49  | 9e/10 place de la première phase  | -                                       |
| 2009-2010 | 54 |    |    |    |    |     |     |     | 57  | 6e/10 place de la première phase  | Quart de finaliste                      |
| 2008-2009 |    |    |    |    |    |     |     |     | 41  | 9e/10 place de la première phase  | -                                       |
| 2007-2008 | 36 | 5  | 0  | -  | 4  | 31  | 69  | 137 | 14  | 10e/10 place de la première phase | 4e/4 place de la poule de qualification |

## Palmarès
- Championnat de Hongrie :
  - Champion (13) : 1981, 1999, 2001, 2003, 2004, 2005, 2006, 2007, 2008, 2009, 2010, 2011, 2012.
- Interliga :
  - Vainqueur (2) : 2003, 2007.